# Ninox ios
Coruja-gavião-vermelha ou mocho-avermelhado (Ninox ios) é uma espécie de ave da família Strigidae. endêmica da Indonésia pode ser encontrada nas elevações centrais de Sulawesi. A espécie foi oficialmente descrita em 1999 com base num espécime coletado por Frank Rozendaal no Parque Nacional Bogani Nani Wartabone na península de Minahassa, no norte de Sulawesi, em 1985.